# June Walkerová
June Walkerová (14. června 1900 Chicago – 3. února 1966 Los Angeles) byla americká divadelní a filmová herečka.

## Mládí
Walkerová se narodila 14. června 1900 v New Yorku. Ve 14 letech osiřela a než se stala herečkou, pracovala jako prodavačka klobouků.

## Divadelní kariéra
Walkerová se ve svých 16 letech stala členkou sboru v inscenaci Hitchy-Koo v divadle Globe. Objevila se na Broadwayi ve hrách jako Green Grow the Lilacs, The Farmer Takes a Wife a Twelfth Night.
Byla první herečkou, která ztvárnila postavu Lorelei Lee v broadwayské inscenaci Gentlemen Prefer Blondes (Páni mají radši blondýnky) z roku 1926. Její nekrolog v The New York Times uvádí, že tato role „byla stejně jejím výtvorem jako výtvorem Anity Loos, která napsala knihu, jež se stala komedií...“ Úspěch hry odstartoval její kariéru a následovaly další úspěchy na Broadwayi. Po čtyři týdny v roce 1924 se Walker objevovala jako hlavní herečka v letní divadelní společnosti v Elitch Theatre. Hrála ve hrách The Changelings, Rolling Home, The New Poor a Across the Street. V roce 1949 hrála po boku Thomase Mitchella v putovní společnosti se hrou Smrt obchodního cestujícího. Také jezdila na turné s rolí Vinnie ve hře Life with Father.

## Filmová kariéra
Walkerová hrála v němých filmech pro studio Essanay Studios a ve zvukových filmech, včetně A Child Is Waiting, Through Different Eyes, The Unforgiven a War Nurse.
Se svým synem se objevila v epizodě seriálu Justice na stanici NBC v roce 1954, což bylo jeho první herecké angažmá.

## Osobní život
V roce 1926 se provdala za britského herce Geoffreyho Kerra. Pár se rozvedl v roce 1943; jejich synem byl herec John Kerr.
June Walkerová zemřela 3. února 1966 ve věku 65 let v domě svého syna v Los Angeles. Je pohřbena na tamním hřbitově Westwood Village Memorial Park Cemetery.

## Vybraná filmografie
- Coincidence (1921)
- War Nurse (1930)
- Thru Different Eyes (1942)
- The Unforgiven (1960)
- A Child Is Waiting (1963)